# Jan-Eric Antonsson
Jan-Eric Antonsson (ur. 9 września 1961 w Karlskronie) – szwedzki zawodnik badmintona.
Dwukrotnie brał udział w igrzyskach w 1992, w grze podwójnej mężczyzn, i w 1996 w grze mieszanej.
W 1995 w parze z Astrid Crabo zdobył brązowy medal w grze mieszanej na mistrzostwach świata w badmintonie.